# Лесное кладбище в Хальбе

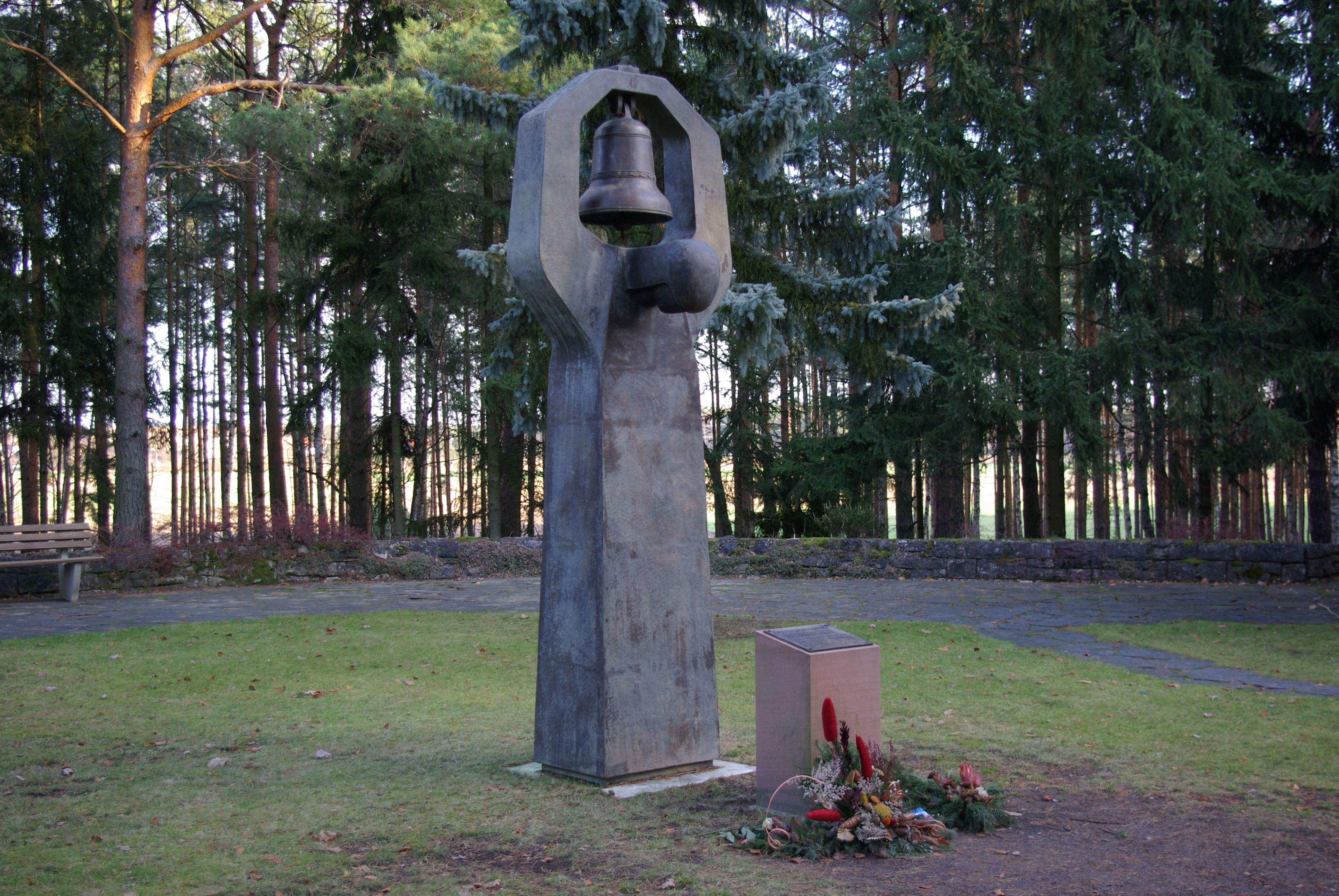
Скульптура «Колокол» на Лесном кладбище в Хальбе

Лесное кладбище в Хальбе (также Вальдфридхоф Хальбе, нем. Waldfriedhof Halbe) — одно из самых крупных военных захоронений в Германии. Расположено недалеко от Берлина в земле Бранденбург. В Хальбе покоятся более 28 000 жертв Второй мировой войны. Большинство из них погибло в ходе военных действий, вошедших в историю как Хальбский котёл. Кроме того, здесь захоронены останки расстрелянных дезертиров вермахта, людей, угнанных на принудительные работы, и заключённых советского специального лагеря Кечендорф, погибших в 1945—1947 годы.